# Socovos
Socovos là một đô thị ở tỉnh Albacete nằm ở cộng đồng tự trị Castile-La Mancha của Tây Ban Nha. Đô thị Socovos có diện tích là 138,61 ki-lô-mét vuông, dân số năm 2009 là 2001 người với mật độ 14,44 người/km². Đô thị Socovos có cự ly 109 km so với tỉnh lỵ Albacete.